# Parafia św. Franciszka z Asyżu w Jutrzynie
Parafia św. Franciszka z Asyżu w Jutrzynie – znajduje się w dekanacie  Wiązów w archidiecezji wrocławskiej. Erygowana w XIV wieku.
Obsługiwana przez księży archidiecezjalnych. Jej proboszczem jest ks. mgr Andrzej Jackiewicz Kan. hon. ex. num. Kap. Koleg. wicedziekan. Na terenie parafii znajduje się Diecezjalne Sanktuarium św. Franciszka z Asyżu w kościele parafialnym pod tym samym wezwaniem.
Miejscowości należące do parafii: Jutrzyna, Kowalów i Krajno.

## Księża posługujący w parafii[3]
| Lp. | Imię i nazwisko                 | funkcja   | lata posługi                                  |
| --- | ------------------------------- | --------- | --------------------------------------------- |
| 1.  | ks. kan. Stanisław Przewoźnik   | proboszcz | 1946-1969                                     |
| 2.  | ks. Albin Jończyk               | wikary    | 01.08.1957-14.07.1958                         |
| 3.  | ks. Stanisław Wacław            | wikary    | 15.07.1958-01.09.1958 i 21.07.1960-11.08.1962 |
| 4.  | ks. Przemysław Gądek            | wikary    | 01.09.1958-14.08.1959                         |
| 5.  | ks. Józef Linda                 | wikary    | 15.08.1959-21.07.1960                         |
| 6.  | ks. Stanisław Budny             | wikary    | 12.08.1962-01.08.1963                         |
| 7.  | ks. Witold Gliszczyński         | wikary    | 01.08.1963-08.08.1965                         |
| 8.  | ks. Edward Mazur SDB            | wikary    | 08.08.1965-01.09.1966                         |
| 9.  | ks. Leon Duda                   | wikary    | 01.09.1966-01.08.1967                         |
| 10. | ks. Antoni Krzysica             | proboszcz | 1969-1991                                     |
| 11. | ks. Gerard Wysocki              | proboszcz | 1991-1993                                     |
| 12. | ks. kan. Jan Jabłecki           | proboszcz | 1993-1999                                     |
| 13. | ks. kan. Krzysztof Jakubus      | proboszcz | 1999-2005                                     |
| 14. | ks. kan. mgr Andrzej Jackiewicz | proboszcz | 2005 -                                        |

## Kalendarium[3]
01.09.1946 - ks. Stanisław Przewoźnik obejmuje administrację nad parafią oraz pobliską parafią Kucharzowice
11.09.1957 - pielgrzymka parafialna do Częstochowy, w której uczestniczy 209 parafian
22.06.1958 - wizytacja kanoniczna ks. bp. Bolesława Kominka w trakcie której dokonuje poświęcenia trzech dzwonów w kościele parafialnym
02.05.1963 - wizytacja kanoniczna ks. bp. Wincentego Urbana
17.02.1964 - przybycie z okazji obchodów 1000-lecia chrztu Polski obrazu Matki Boskiej Częstochowskiej
13.11.1966 - włączenie do użytku kościoła filialnego pw. św. Urszuli zniszczonego w trakcie działań wojennych, wizyta ks. bp. Pawła Latuska
10.07.1969 - na zawał serca umiera pierwszy proboszcz ks. kan. Stanisław Przewoźnik, zostaje pochowany na cmentarzu parafialnym
01.08.1969 - ks. Antoni Krzysica zostaje wikariuszem substytutem parafii
12.05.1972 - wizytacja kanoniczna ks. bp. Pawła Latuska
01.03.1979 - wizytacja kanoniczna ks. bp. Wincentego Urbana
17.03.1984 - wizytacja kanoniczna ks. bp. Tadeusza Rybaka
29.04.1988 - wizytacja kanoniczna ks. bp. Jana Tyrawy
1991 - parafię obejmuje ks. Gerard Wysocki
04.07.1993 - wizytacja ks. bp. Józefa Pazdura połączona z przejęciem parafii przez ks. Jana Jabłeckiego
10.09.1994 - peregrynacja kopii obrazu Matki Boskiej Częstochowskiej i wizytacja ks. bp. Jana Tyrawy
06.04.1995 - wizytacja kanoniczna ks. kard. Henryka Gulbinowicza
24.06.1999 - funkcję proboszcza obejmuje ks. Krzysztof Jakubus
11.04.2001 - wizytacja kanoniczna ks. bp. Edwarda Janiaka
25.06.2005 - funkcję proboszcza obejmuje ks. Andrzej Jackiewicz
23.03.2006 - wizytacja kanoniczna ks. bp. Andrzeja Siemieniewskiego
27.11.2010 - ponowna wizytacja kanoniczna ks. bp. Andrzeja Siemieniewskiego
16.04.2011 - wizytacja ks. bp. Edwarda Janiaka

## Parafialne księgi metrykalne
| Księgi metrykalne | Okres ewidencji |
| ----------------- | --------------- |
| chrztów           | 1945 -          |
| ślubów            | 1945 -          |
| zgonów            | 1945 -          |